# Tram TEB serie 001-014
Le elettromotrici 001 ÷ 014 delle Tramvie Elettriche Bergamasche (TEB) sono una serie di vetture tranviarie articolate impiegate sulla tranvia Bergamo-Albino e appartenenti alla famiglia degli AnsaldoBreda Sirio. Sono anche definiti come Sirio Bergamo.

## Storia
Il contratto fra la TEB e l'AnsaldoBreda per la fornitura delle quattordici vetture fu stipulato l'8 maggio 2002.
La prima unità fu consegnata il 1º marzo 2008 presso il deposito della TEB di Torre Boldone, mentre la seconda arrivò il 4 giugno seguente. Poco dopo, i due mezzi iniziarono le prove in linea sul tratto fra Bergamo Borgo Palazzo e Ranica.
Il 24 aprile 2009, una vettura fece il viaggio inaugurale da Albino a Bergamo FS, mentre dal giorno seguente iniziò l'esercizio regolare dei tram sulla tratta Bergamo FS-Alzano Centro. Il tronco verso Albino fu aperto al servizio pubblico il 10 giugno seguente.

## Caratteristiche
Le vetture sono state progettate a pianale integralmente ribassato, con il piano di calpestio a 35 cm dal piano del ferro, e per offrire lo standard di sei passeggeri al m²: sono lunghe 32,06 m, larghe 2,4 m, alte 3,414 m e al loro interno ospitano 62 posti a sedere e 177 in piedi. Il loro design esterno fu progettato da Pininfarina, mentre il colore e gli arredamenti interni furono curati da Krizia. 
A differenza dei modelli circolanti a Milano (serie Tram ATM serie 7100, 7500 e 7600), quelli di Bergamo sono bidirezionali con porte d'accesso situate su entrambe le direzioni. I veicoli sono formati da cinque casse poggianti su tre carrelli: quelli all'estremità sono entrambi dotati di due motori da 106 kW, alimentati da inverter, mentre quello centrale non è motorizzato.
La velocità massima è di 70 km/h. I tram possono circolare accoppiati, ma nel modello d'esercizio della Bergamo-Albino è previsto che questo possa avvenire solo nel caso di traino di vetture guaste e non in servizio.
Il profilo delle ruote è di tipo ferroviario in quanto in sede progettuale si pensò a un possibile sviluppo come "tram-treno". Questa decisione comportò la riduzione in larghezza della fascia di rotolamento. Inoltre, in corrispondenza dei deviatoi di linea, l'appoggio è sostenuto dalla fascia di rotolamento in corrispondenza della punta del cuore anziché dal bordino sul fondo della gola: caratteristica che consentirebbe ai tram di poter percorrere il ramo diritto degli scambi senza rallentamenti.